# Livingston, Louisiana
Livingston är administrativ huvudort i Livingston Parish i Louisiana. Vid 2010 års folkräkning hade Livingston 1 769 invånare.